# Петров, Антон Владимирович
Антон Владимирович Петров (род. 14июля 1991) 

## Биография
Воспитанник усть-каменогорского хоккея. Начиная с сезона 2008/09 играет в ВХЛ в составе ХК «Казцинк-Торпедо». В 74 играх набрал 3+8 очков по системе «гол+пас». В чемпионате Казахстана за «Казцинк-Торпедо-2» провел 78 игр, набрав 7+14 очков.
На трех чемпионатах мира привлекался к выступлениям за молодёжную сборную Казахстана.